# Bubog sa Puso
Bubog sa Puso é uma telenovela filipina produzida e exibida pela ABS-CBN, cuja transmissão ocorreu em 1989.